# Hockey Club Centro Giovanile Bassano 1974
Questa voce raccoglie le informazioni riguardanti l'Hockey Club Centro Giovanile Bassano nelle competizioni ufficiali della stagione 1974.

## Maglie e sponsor
Lo sponsor ufficiale per la stagione 1974 fu Ates.
| 1ª divisa |

## Rosa
| N° | Naz.              | Ruolo | Sportivo   |  |  |  |
| -- | ----------------- | ----- | ---------- |  |  |  |
|    | Italia (bandiera) | E     | Bordignon  |  |  |  |
|    | Italia (bandiera) | E     | Borgo      |  |  |  |
|    | Italia (bandiera) | E     | Ceccon     |  |  |  |
|    | Italia (bandiera) | P     | Gagliotto  |  |  |  |
|    | Italia (bandiera) | E     | Marangoni  |  |  |  |
|    | Italia (bandiera) | E     | Terresan   |  |  |  |
|    | Italia (bandiera) | E     | Tessarollo |  |  |  |
|    | Italia (bandiera) | E     | Toneilotto |  |  |  |

### Libri
- Gianfranco Capra e Mario Scendrate, Hockey su pista in Italia e nel mondo, Novara, Casa Editrice S.E.N., settembre 1984.

### Giornali
- La Gazzetta dello Sport, conservato microfilmato da:
  - Biblioteca Nazionale Braidense di Milano;
  - Biblioteca Nazionale Centrale di Firenze;
  - Biblioteca Nazionale Centrale di Roma;
  - Biblioteca Civica Berio di Genova;
  - e presso Emeroteca del C.O.N.I. di Roma (non è online ma è da consultare in sede).